# Otto Eduard Hasse
Otto Eduard Hasse, més conegut com a O. E. Hasse (11 de juliol de 1903 - 12 de setembre de 1978) va ser un actor i director de nacionalitat alemanya.

## Biografia
El seu nom complet era Otto Eduard Hasse, i va néixer a Obrzycko, a l'actual Polònia. Fill d'un ferreter, va tenir les seves primeres experiències teatrals a l'escola de Chodzież, o va ser companya seva de classe l'actriu Berta Drews. Després de la seva graduació i el seu títol d'Abitur, Hasse va iniciar a Berlín una llicenciatura en dret que va interrompre als tres semestres. Va decidir llavors aprendre a l'Escola d'Art Dramàtic Ernst Busch del Deutschen Theater. Després de superar la seva formació, va començar a actuar al Jungen Bühne, el Bergtheater Thale de Harz, a Breslau, i al Teatre de Cambra de Múnic, on també va treballar com a director.
En la primavera de 1939, Hasse va ser condemnat a Múnic a dos mesos per homosexualitat segons el paràgraf 175 del codi penal, una sentència en certa manera indulgent, gràcies a la seva confessió, la seva reputació i els seus assoliments artístics. Hitler havia quedat impressionat per la interpretació de Hasse a Cäsar und Cleopatra i, després del seu alliberament, l'Inspector de la Sicherheitspolizei de Múnic, l'Oberführer de les Schutzstaffel Lothar Beutel, li va dir que no tindria cap dificultat professional. Això va ser degut a un „permís especial“ atorgat per Joseph Goebbels. En 1939 Hasse va ser contractat per a treballar en la Òpera Estatal de Praga, utilitzant a partir de llavors el nom artístic O. E. Hasse. Després de ser suspès a l'octubre de 1940 per instigació d'un actor rival, el dictamen de Goebbels va prevaler sobre el del governador alemany a Praga, Karl Hermann Frank, per la qual cosa no es va aplicar finalment la suspensió.
La carrera al cinema de Hasse va començar en 1931 amb petits papers en pel·lícules com Stukas (1941), Rembrandt (1942) o Dr. Crippen an Bord (1942). Va obtenir un gran èxit internacional en 1953 amb la pel·lícula d'Alfred Hitchcock Jo confesso, i a Alemanya amb la pel·lícula Canaris (1954). Hasse va actuar en dues parts de la trilogia cinematogràfica 08/15 (1955), en la comèdia Kitty und die große Welt (1956, amb Romy Schneider), a Les Aventures d'Arsène Lupin (1957, encarnant Guillem II d'Alemanya al costat de Liselotte Pulver), i Der Maulkorb (1958, de Wolfgang Staudte). També participà a Frau Warrens Gewerbe (1960, adaptació de l'obra de George Bernard Shaw) i a Die Ehe des Herrn Mississippi (1961, a partir de Friedrich Dürrenmatt).
En 1959 Hasse va ser membre del jurat del Festival Internacional de Cinema de Berlín. A més de tot l'anterior, Hasse va continuar actuant en els escenaris teatrals, compaginant-los amb l'activitat al cinema. Així, en 1961, al costat de l'actriu Elisabeth Bergner va viatjar en gira pels Estats Units amb Dear Liar, obra de Jerome Kilty sobre la correspondència entre George Bernard Shaw i Mrs. Patrick Campbell. En 1967 va ser Winston Churchill en la controvertida peça de Rolf Hochhuth Soldaten, representada al Freie Volksbühne de Berlín, i en 1971 al Burgtheater de Viena va fer el paper principal de l'obra de William Shakespeare Juli Cèsar, sota la direcció de Gerhard Klingenberg.

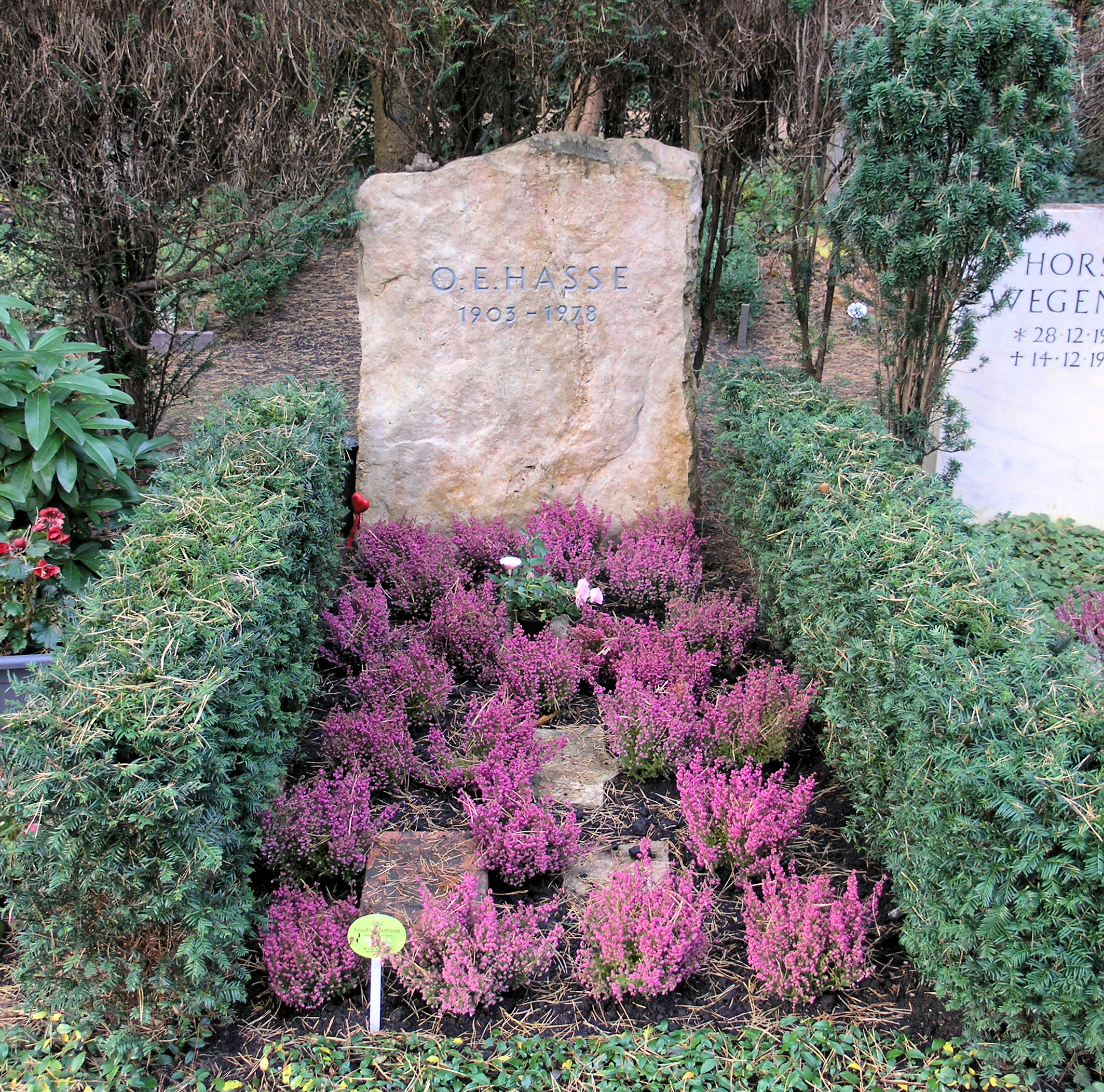
Tomba d'O. E. Hasse

Estava avançada la seva carrera quan Hasse va començar a actuar en la televisió. En 1975 va actuar en el telefilm de Peter Zadek Eiszeit, basat en l'obra teatral de Tankred Dorst, encarnant a l'escriptor Knut Hamsun amb un dels seus papers més impressionants. La reeixida col·laboració amb Zadek es va repetir en 1977 amb l'adaptació a la pantalla petita de la peça teatral de Brendan Behan Die Geisel. La seva última actuació va ser el paper de Shunderson en l'obra de Curt Goetz Dr. med. Hiob Prätorius, portada a escena al Teatre en Kurfürstendamm.
Una altra de les seves facetes va ser la de actor de veu, doblegant a intèrprets com Charles Laughton, Humphrey Bogart, Spencer Tracy i Clark Gable. També va actuar per a la ràdio, sent el Capità Queeg en l'adaptació de la novel·la de Herman Wouk Die Caine war ihr Schicksal (1954).
Hasse va tractar sempre la seva homosexualitat com un assumpte íntim, en gran part per les conseqüències judicials que va haver de sofrir. El seu company sentimental en les últimes tres dècades de la seva vida va ser Max Wiener, durant un temps membre del comitè executiu del holding Ringier.
O. E. Hasse va morir l'any en Berlín. Va ser enterrat en el Cementiri Dahlem d'aquesta ciutat, formant part la seva tomba de la llista de tombes honoràries de la ciutat de Berlín. El seu patrimoni escrit es conserva a l'arxiu de l'Acadèmia de les Arts de Berlín.
Des de l'any 1981 es concedeix el Premi O. E. Hasse, atorgat per la Fundació O.E. Hasse amb supervisió de l'Acadèmia de les Arts de Berlín. Així es compleix el llegat de l'actor, que volia estimular als joves actors amb un premi monetari.

## Filmografia
- 1924: Der letzte Mann
- 1932: Peter Voß, der Millionendieb
- 1932: Kreuzer Emden
- 1933: Fräulein Hoffmanns Erzählungen
- 1933: Muss man sich gleich scheiden lassen?
- 1934: Die vertauschte Braut
- 1934: Klein Dorrit
- 1934: Peer Gynt
- 1934: Der verhexte Scheinwerfer
- 1935: Knock-Out – Ein junges Mädchen – Ein junger Mann
- 1935: Ein ganzer Kerl
- 1935: Der Gefangene des Königs
- 1936: Der ahnungslose Engel
- 1936: Der schüchterne Casanova
- 1936: Die große und die kleine Welt
- 1936: Diener lassen bitten
- 1937: So weit geht die Liebe nicht
- 1939: Drei wunderschöne Tage
- 1941: Ins Grab kann man nichts mitnehmen
- 1941: Stukas
- 1941: Alles für Gloria
- 1941: Illusion
- 1942: Rembrandt
- 1942: Die Entlassung
- 1942: Dr. Crippen an Bord
- 1943: Gefährtin meines Sommers
- 1943: Der ewige Klang
- 1943: Geliebter Schatz
- 1944: Der große Preis
- 1944: Der Täter ist unter uns
- 1944: Komm zu mir zurück
- 1944: Aufruhr der Herzen
- 1944: Philharmoniker
- 1948: Berliner Ballade
- 1949: Anonyme Briefe
- 1950: Assetjats
- 1950: Epilog – Das Geheimnis der Orplid
- 1951: Decision Before Dawn
- 1952: Der große Zapfenstreich
- 1953: Jo confesso
- 1953: Der letzte Walzer
- 1953: Wenn am Sonntagabend die Dorfmusik spielt
- 1954: Betrayed
- 1954: Canaris
- 1955: Above Us the Waves
- 1955: 08/15 Zweiter Teil
- 1955: Alibi
- 1955: 08/15 in der Heimat
- 1956: Kitty und die große Welt
- 1957: Les Aventures d'Arsène Lupin
- 1957: Sait-on jamais…
- 1957: Die Letzten werden die Ersten sein
- 1957: Les espions
- 1957: Der gläserne Turm
- 1957: Der Arzt von Stalingrad
- 1958: Der Maulkorb
- 1958: Solange das Herz schlägt
- 1959: Frau Warrens Gewerbe
- 1960: Au voleur!
- 1961: Die Ehe des Herrn Mississippi
- 1962: Das Leben beginnt um acht
- 1962: Le Caporal épinglé
- 1962: Lulu
- 1963: Le Vice et la vertu
- 1964: Die Todesstrahlen des Dr. Mabuse
- 1965: Three Rooms in Manhattan
- 1969: Cäsar und Cleopatra (telefilm)
- 1972: État de siège
- 1975: Zeit des Friedens
- 1975: Eiszeit
- 1976: L'età della pace
- 1977: Die Geisel (telefilm)
- 1977: Der Alte (sèrie de televisió), episodi Konkurs
- 1977: Sanfter Schrecken (telefilm)

## Ràdio
- 1947: Wir sind noch einmal davongekommen
- 1947: Das Salzburger große Welttheater, direcció de Hanns Korngiebel
- 1947: Major Barbara, direcció de Hannes Küpper (Berliner Rundfunk)
- 1948: Hiroshima, direcció d'Otto Kurth
- 1948: Karl Heinz Martin zum Gedenken
- 1950: Der öffentliche Ankläger, direcció de Rudolf Noelte
- 1950: Menschenwürde – Menschenrecht, direcció de Rudolf Noelte
- 1950: Die Teufelsgeige, direcció de Rudolf Noelte
- 1951: Der eingebildete Kranke, direcció de Walter Ohm (Bayerischer Rundfunk)
- 1953: Ulla Winblad oder Musik und Leben des Carl Michael Bellmann, direcció de Walter Ohm (BR/Radio Bremen/Südwestfunk)
- 1953: Arm wie eine Kirchenmaus, direcció d'Otto Kurth
- 1954: Das Jahr Lazertis, direcció de Karl Peter Biltz
- 1954: Ackermann und Tod, direcció de Hans Bernd Müller
- 1954: Die Caine war ihr Schicksal, direcció de Gert Westphal
- 1957: Abendstunde im Spätherbst, direcció de Walter Knaus
- 1958: Herrenhaus, direcció de Günther Rennert
- 1959: Der Kaiser von Amerika, direcció de Willi Schmidt
- 1963: Der Tartüff, direcció de Hans Lietzau
- 1974: Die fast makellose Sammlung. direcció de Friedhelm von Petersson

## Premis
- 1951: Kunstpreis de la ciutat de Berlín
- 1955: Premi del Senat de Berlín
- 1961: Membre de l'Acadèmia de les Arts de Berlín
- 1964: Nomenament honorífic com Staatsschauspieler
- 1973: Placa Ernst Reuter
- 1974: Creu de Comanador de l'Orde del Mèrit de la República Federal d'Alemanya